# Códice Escalada

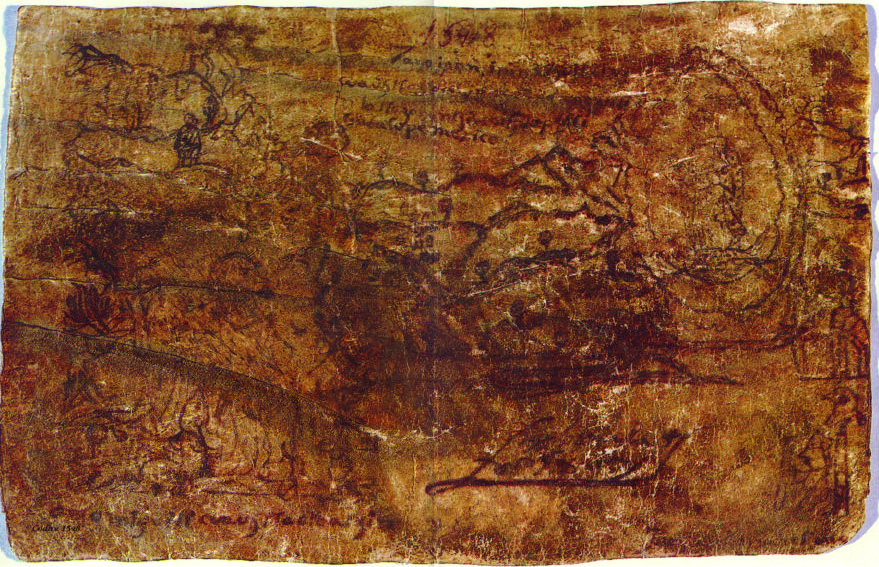
El Códice Escalada.

El Códice Escalada (o Códice 1548) es un códice, en el documento más antiguo relacionado con la Virgen de Guadalupe, documento descubierto en 1995 por el padre jesuita y misionero español en Japón y México, Xavier Escalada en una biblioteca particular, de una familia en Querétaro -de la cual no reveló su identidad-fue elaborado en piel curtida de animal de 13.3 por 20 cm, y tiene escrito el año 1548 (de donde toma uno de sus nombres). El códice contiene imágenes de la virgen María y Juan Diego, la firma de fray Bernardino de Sahagún y el glifo de Antonio Valeriano y algunas glosas. El códice contiene dos apariciones de la Virgen (la cuarta, al pie del Cerro, en tamaño grande, y la primera, en la cumbre, de tamaño pequeño), en la que se aprecia la figura de Juan Diego -parecida al Poeticum Viridarium de José López de Avilés, de 1669- y algo difusa la de la Virgen; contiene el glifo de Antonio Valeriano bajo el cual aparece la glosa castellana: "Juez Anton Vareliano", esto es: "Juez Anton[io] Valeriano". 
Dicha forma fue tomada del Códice Aubin de 1576, Valeriano fue juez hasta 1573.

## El documento
Los trazos en el códice representan características de 1548, fecha incluida en la parte superior del mismo. Después de la fecha hay 4 renglones escritos en lengua náhuatl, con letra bastante irregular, lo que hace suponer mano indígena. La mayoría de los trazos son de color sepia, que ha degenerado en rojizo en algunos lugaresque dice>
"154-8 Zano ipan in in 315031 ziu Cuauhtlactoatzin omonexti in totlazonantzin sihuapilli Gadalupe Mexico. -Transcripción de Rafael Tena- 

1548 Allá en el año 1531 (?) se le descubrió, se le manifestó nuestra amada madre a Cuauhtlactoactzin, señora de Guadalupe México -traducción de Alberto Peralta-.
En la parte central izquierda de manera muy decolorada se alcanza a percibir, a un indígena hincado, de perfil, con la vista al lado derecho, portando un ayate anudado al hombro derecho, dirigiendo su mirada hacia una imagen de la Guadalupana en medio de nubes, sin rayos del sol, ni ángel, ni corona, en un cerro rocoso con algunos vegetales.
En la parte superior derecha el sol se asoma distante entre cerros. Un poco más abajo se distingue una construcción poco identificable. Debajo de ella un indígena sentado con la vista al lado izquierdo portando un bastón de mando en su mano, sobre el respaldo de una cabeza de ave y una corriente de agua.
Al lado derecho central hay una firma de diferente mano diferente al resto. –la de Fray Bernardino de Sahagún, (en México de 1529 a 1590) identificada y autentificada por confronta en otros documentos por el padre Mario Rojas Sánchez, y confirmada por el Dr. Charles E. Dibbie de la Universidad de Utah (confirmando que fue entre 1550 y 1560) y Alfonso M. Santillana, técnico especializado de la oficina de documentoscopia y fotografía del Banco de México-. 
En la parte superior izquierda se observa un indígena de pie y con ayate.
Al calce hay dos renglones: el primero escrito en náhuatl, y el segundo en castellano, uno a continuación del otro, coincidiendo el primero con la parte inferior del indígena hincado, y el segundo debajo del indígena sentado con el bastón de mando. 

## Verificación de veracidad
Solo algunas personas han tenido acceso al códice para su investigación.La Universidad Nacional Autónoma de México -UNAM y su Instituto de Física-, conformó equipo multidisciplinario de 19 técnicos doctorados en diferentes profesiones sometiendo el documento a pruebas con espectroscopia infrarroja fotografías con luz infrarroja, luz ultravioleta y luz natural, microscopía, técnica PIXE (particle induced X ray emission) y otros.
Se efectuaron traducciones del náhuatl que Rojas dijo: “cuauhtlactoatzin… aparecida 15301?, nuestra amada madrecita niña Guadalupe México. Rafael Tena propuso “también este año de 1531 se apareció a Cuauhtlactoatzin nuestra amada madre la señora de Guadalupe en México".
Después de meses de estudios se concluyó en 1997 que el documento se trata de un códice elaborado en el siglo XVI,pues todos “los elementos químicos en el documento son originales, por lo que el documento es cierto, válido y por lo tanto auténtico". El documento se encuentra en el archivo de la Basílica de Guadalupe, México. 
El equipo formado luego de su descubrimiento en 1995 convocó al mencionado Mario Rojas, a Salvador Sotomayor, Ana Rita Valero (asociada a los archivos de la Basílica de Guadalupe), el ingeniero químico Manuel Betancourt y el propio Xavier Escalada, quien seleccionó y supervisó las labores del equipo.
Que la firma de Sahagún y la hechura del documento presentaba diferentes tipos de tintas.Víctor Manuel Castaño, quien participó en la investigación, negó la certeza científica absoluta de la investigación en 2002, y narró que las pruebas de 1997 fueron hechas solo visualmente, ya que Escalada le pidió que las realizara sin tomar muestras directas del códice, lo que reduce la certeza sobre las afirmaciones.De acuerdo con Rafael Tena algunos elementos del códice demostraban que el documento no correspondía a ciertas convenciones del siglo XVI, por ejemplo, la similitud del dibujo de Juan Diego con el de un documento de 1669, el hecho de que Valeriano es afirmado como juez en 1548 y no lo fue sino hasta 1573 y la figura misma de la virgen guardaba similitudes con la mostrada en el documento Origen milagroso del santuario de Nuestra Señora de Guadalupe, de Luis Becerra Tanco, de 1666. El jesuita Ignacio Pérez Alonso, afirmó que los trazos de los números no correspondían al siglo XVI, afirmaciones que fueron secundadas por el director del Archivo de la Catedral Metropolitana de México, Luis Ávila Blancas.
Antes de 1995, no existió ninguna mención sobre el documento en otras referencias sobre las apariciones guadalupanas. El equipo determinó que el documento era auténtico, pero dicha afirmación ha sido puesta en duda, es materia de polémicas y no es un consenso.

## Glosas
1548 fue el año de la muerte de san Juan Diego Cuauhtlactoatzin, además de algunas glosas en lengua náhuatl, han sido estudiadas por investigadores, como el sacerdote católico Mario Rojas Tena. He aquí las glosas y su traducción:

"154-8 Zano ipan inin 15031 [sic] ziu(itl in) cuauhtlactoatzin omonexti(tzino) in totlazonantzin sihuapilli Gadalope mexico". "omomoquili cuauhtlactoatzin."

"1548 También en ese año de 1531, se le apareció a Cuauhtlactoatzin nuestra amada madre y señora Guadalupe de México." "Murió dignamente Cuauhtlatoatzin."